# Chenoise
Chenoise is een plaats en voormalige gemeente in het Franse departement Seine-et-Marne (regio Île-de-France) en telt 1231 inwoners (2004). De plaats maakt deel uit van het arrondissement Provins. Chenoise is op 1 januari 2019 gefuseerd met de gemeente Cucharmoy tot de gemeent Chenoise-Cucharmoy. 

## Geografie
De oppervlakte van Chenoise bedraagt 35,7 km², de bevolkingsdichtheid is 34,5 inwoners per km².
De onderstaande kaart toont de ligging van Chenoise met de belangrijkste infrastructuur en aangrenzende gemeenten.

## Demografie
Onderstaande figuur toont het verloop van het inwonertal (bron: INSEE-tellingen).